# تشانغ جونغ (رائد أعمال)
تشانغ جونغ (بالصينية: 张勇؛ بالإنجليزية: Zhang Yong) هو رائد أعمال سنغافوري وصيني، ولد في 1974 في جيانيانغ، سيتشوان في الصين.